# Versuch und Irrtum
Versuch und Irrtum oder Trial and Error ist eine heuristische Methode des Problemlösens, bei der so lange zulässige Lösungsmöglichkeiten getestet werden, bis eine geeignete Lösung gefunden wurde. Dabei wird oft bewusst auch die Möglichkeit von Fehlschlägen in Kauf genommen. In der Umgangssprache bezeichnet man diese Vorgehensweise als „Ausprobieren“.

## Geschichte und Anwendung
Der Begriff wurde von Herbert Spencer Jennings und W. Holmes geprägt. Demnach wird ein Organismus durch Antrieb/Motivation sensibel für Hinweisreize, um sich die als angenehm eingestufte Entspannung zu verschaffen. Um zu dieser Entspannung, also zu diesem Ziel zu gelangen, werden vom Organismus mehrere Wege ausprobiert (Versuch). Erfolglose Versuche werden nach Edward Lee Thorndike als Irrtum (error) bezeichnet; bei erfolgreichen Versuchen wird das Erreichen des Zieles als Wirkung bezeichnet.
Robert Yerkes experimentierte mit Regenwürmern, die er durch einen wie ein T geformten Gang vom Fußpunkt aus zu dem Querbalken kriechen ließ. Bei einer Wendung nach links musste der Regenwurm zunächst über Sandpapier kriechen und erhielt anschließend einen leichten elektrischen Schlag, bei der Wendung nach rechts konnte der Wurm das Ziel ohne ihn behindernde Schwierigkeiten erreichen. Anfangs wandten sich die Würmer in gleicher Häufigkeit nach rechts oder links. Nach zwanzig bis hundert Experimenten hatte der Wurm gelernt, dass er an der Gabelung nach rechts kriechen muss, um die andernfalls auf ihn wartenden Schwierigkeiten zu vermeiden.
Thorndike konnte auch nachweisen, dass Versuch und Irrtum bei Katzen ein wesentlicher Bestandteil des Lernprozesses ist.
In der Wissenschaftstheorie des Kritischen Rationalismus vollzieht sich nach der Ansicht von Karl Popper der Erkenntnisfortschritt durch trial and error (siehe Falsifikationismus).
In der Informatik finden sich viele algorithmische Verfahren, die auf dem Versuch-und-Irrtum-Ansatz beruhen, z. B. die Brute-Force-Methode. Dazu gehören klassische Backtracking-Algorithmen, die rekursiv eine Menge von möglichen Lösungen durchsuchen, bis eine richtige Lösung gefunden wird.
Viele Optimierungsverfahren iterieren nach dem Grundsatz Versuch und Irrtum.